# Lord-lieutenant du Renfrewshire

Flag of a Lord Lieutenant

Le Lord Lieutenant du Renfrewshire est le representant de la Monarchie Britannique Couvrant la lieutenancy area Du comté de Renfrewshire dans l'ouest central Lowlands en Ecosse. Le Lord Lieutenant traite beaucoup des fonctions cérémonielles associées à la représentation du souverain dans sa région, coordonne les visites royales dans le comté, présente des prix, entretient des liens étroits avec HM Armed Forces Et assure la liaison avec l'office privé de la Reine sur les questions du comté.
La lieutenance de Renfrewshire a été formée en 1794. Pour la plupart des gouvernements locaux, le Renfrewshire est maintenant divisé en trois régions locales unitaires, Renfrewshire, Inverclyde, East Renfrewshire - la zone de lieutenance de Renfrewshire, cependant, conserve les anciennes frontières de l'ancien gouvernement local comté de ce nom.
Le Lord Lieutenant actuel du Renfrewshire est, depuis 2007, M. Guy Clark. Il est assisté par jusqu'à 26 Deputy Lieutenants, parmi eux le Vice-Lieutenant, actuellement Mme Susie Stewart de Neilston. Le greffier à la lieutenance est Mme Linda Hutchison et est basée au siège de East Renfrewshire Council à Giffnock.

## Liste des Lords Lieutenant du Renfrewshire
- William McDowall 17 mars 1794 – 3 avril 1810
- George Boyle (4e comte de Glasgow) 11 avril 1810 – 1820
- Robert Walter Stuart, 11e Lord Blantyre 5 février 1820 – 1822
- Sir Michael Shaw-Stewart, 5e baronnet 10 décembre 1822 – 25 août 1825
- Archibald Campbell 11 août 1825 – 13 juin 1838
- Alexander Speirs 8 août 1838 – 5 octobre 1844
- James Carr-Boyle (5e comte de Glasgow) 19 octobre 1844 – 11 mars 1869
- Sir Michael Shaw-Stewart (7e baronnet) 20 avril 1869 – 10 décembre 1903
- Archibald Campbell (1er baron Blythswood) 6 février 1904 – 8 juillet 1908
- Sir Thomas Glen-Coats, 1er baronnet 23 juillet 1908 – 12 juillet 1922
- Sir Hugh Shaw-Stewart (8e baronnet) 25 novembre 1922 – 29 juin 1942
- Alexander Archibald Hagart-Speirs 30 mars 1943 – 1950
- Sir Walter Guy Shaw-Stewart, 9e baronnet 27 novembre 1950 – 1967
- John Maclay (1er vicomte Muirshiel) 12 décembre 1967 – 1980
- David Makgill-Crichton-Maitland 13 novembre 1980 – 1994
- James Goold, baron Goold 28 octobre 1994 – 27 juillet 1997
- Cameron Parker 24 juin 1998 – 2007
- Guy Clark 2 juin 2007 – présent[3]